# Uncle Jam Wants You
Uncle Jam Wants You är ett musikalbum av Funkadelic släppt 1979 på Warner Bros. Records. Det här albumet var mer politiskt än tidigare från gruppen, även om det mest blir att göra skoj av armén när olika dansrörelser beordras i låten "Uncle Jam". Här hittar man också det 15 minuter långa jammet "Knee Deep".
Titeln är en referens till rekryteringsaffischer för USA:s armé med texten "Uncle Sam wants you!".

## Låtar på albumet
1. "Freak of the Week"  (Bishop/Clinton/McKnight) - 5:33
2. "(Not Just) Knee Deep"  (Clinton/Wynne) - 15:21
3. "Uncle Jam"  (Clinton/Collins/Shider/Worrell/Wynne) - 10:25
4. "Holly Wants to Go to California"  (Clinton/Worrell) - 2:26
5. "Field Maneuvers"  (Clinton/Clinton) - 4:25
6. "Foot Soldiers (Star Spangled Funky)"  (Clinton/Vitti) - 3:33